# Чёрно-белое кино (мультфильм)
«Чёрно-белое кино» — советский короткометражный мультфильм для взрослых 1984 года, снятый Станиславом Соколовым на киностудии «Союзмультфильм».

## Сюжет
На кануне праздника в честь дня рождения, сорокалетний мужчина неожиданно натыкается на фотографии детства. Старые снимки оживают, что даёт ему возможность снова встретиться с закадычным другом, побывать в школе на уроке, встретится с учительницей и прокатиться на аттракционе.

## Создатели
- Автор сценария: Виктор Славкин
- Кинорежиссёр: Станислав Соколов
- Художники-постановщики: Елена Ливанова, Лариса Зеневич
- Кинооператор: Александр Виханский
- Композитор: Шандор Каллош
- Звукооператор: Владимир Кутузов
- Монтажёр: Галина Филатова
- Художники-мультипликаторы: Наталья Тимофеева, Лидия Маятникова, Сергей Олифиренко, Михаил Письман, Ольга Панокина
- Куклы и декорации изготовили: Владимир Аббакумов, Павел Гусев, Олег Масаинов, Виктор Гришин, Михаил Колтунов, Наталия Барковская, Нина Молева, Марина Чеснокова, Александр Максимов, Александр Горбачёв, Людмила Рубан, Владимир Маслов, Александр Беляев, Светлана Знаменская, Анна Ветюкова, Сергей Попов
- Редактор: Екатерина Никитина
- Директор съёмочной группы: Григорий Хмара

## Награды
- 1985 — Приз на VI Всемирном фестивале в Загребе (Югославия)[3].
- 1985 — 1-й приз на VII Международном фестивале анимационных фильмов в Эшпинью (Португалия)[3].
- 1985 — 1-й приз на Международном фестивале анимационных фильмов в Хиросиме (Япония)[3].